# Fojo Lobal
Fojo Lobal is een plaats (freguesia) in de Portugese gemeente Ponte de Lima en telt 302 inwoners (2001).

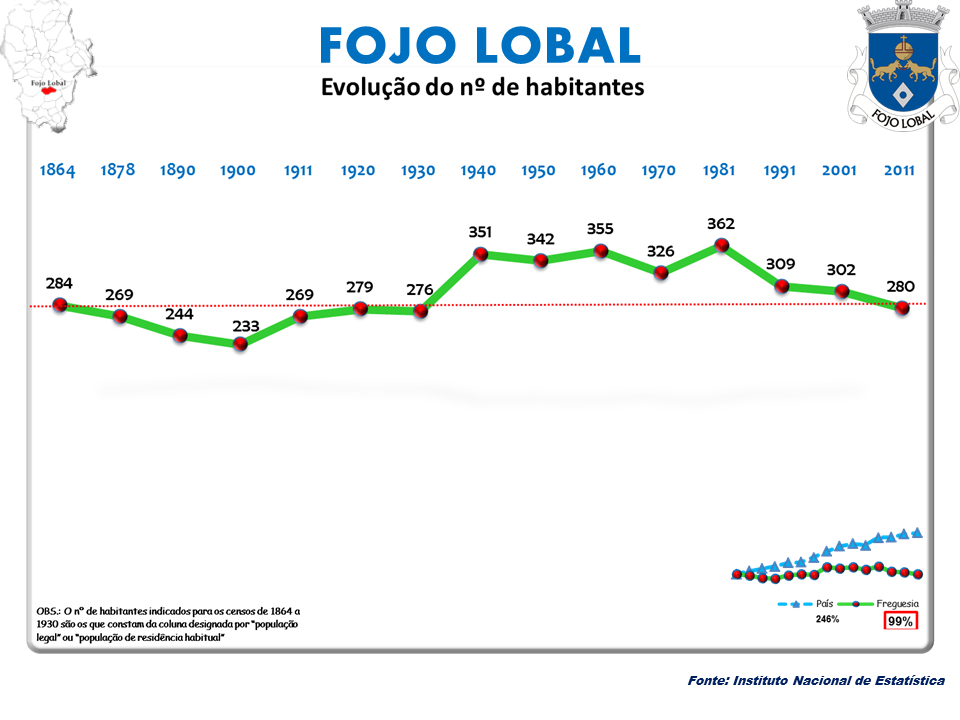
Bevolkingsontwikkeling tussen 1864 en 2011